# Lundtofte Kirke
Lundtofte Kirke är en kyrka i Lundtofte i norra delen av Storköpenhamn.

## Kyrkobyggnaden
Kyrkan uppfördes åren 1919 - 1921 efter ritningar av arkitekt Harald Lønborg-Jensen. 
Byggnaden har en stomme av tegel och består av ett långhus med smalare kor i öster. Norr om koret finns en vidbyggd sakristia. Vid långhusets västra sida finns ett kyrktorn. Vid kyrktornets västra och södra sidor finns vidbyggda vapenhus. Det västra vapenhuset tillkom år 1969. Väggarna är vitputsade utvändigt och invändigt. Alla byggnadsdelar har sadeltak som är belagda med rött taktegel.

## Inventarier
- Dopfunten liknar en granitfunt från medeltiden, men den är huggen i Faxekalksten av stenhuggare Karl Hansen. Dopfat och tillhörande vattenkanna är av mässing.
- Predikstolen, som saknar ljudtak, har en korg vars bildfält har symboler för de fyra evangelisterna. Johannes som örn, Lukas som oxe, Markus som lejon och Matteus som ängel.
- Altartavlan är en målning som skildrar Jesu dop. Tavlan målades under andra världskriget av Jørn Glob, yngre bror till arkeolog P.V. Glob. Jørn Glob var motståndsman och efterlyst av ockupationsmakten.
- Orgeln är byggd 1970 av TH. Frobenius og Sønner Orgelbyggeri A/S.